# Chranitieli
Chranitieli (ros. Хранители) – radziecki telewizyjny film fantasy z 1991 roku w reżyserii Natalii Sieriebriakowej na podst. Drużyny Pierścienia – pierwszej części powieści Władca Pierścieni J.R.R. Tolkiena.
Film był emitowany w telewizji (na antenie Telewizji Leningradzkiej) jedynie w dniu premiery (13 kwietnia 1991) i był uznawany za zaginiony. W marcu 2021 roku został odnaleziony i opublikowany na kanale YouTube stacji telewizyjnej Piatyj kanał (będącej następcą prawnym Telewizji Leningradzkiej).

## Obsada
- Wiktor Kosteckij – Gandalf
- Gieorgij Sztil – Bilbo Baggins
- Walerij Siemionowicz Diaczenko – Frodo Baggins
- Jelena Sołowiej – Galadriela
- Sergiej Parszyn – Tom Bombadil
- Władimir Matwiejew – Sam Gamgee
- Andrej Tenetko – Aragorn
- Jewgienij Soliakow – Boromir
- Andrej Tolszin – Elrond
- Jewgienij Baranow – Saruman
- Olga Sierebriakowa – Legolas
- Wiktor Smirnow – Gollum
- Nikołaj Burow – Barliman Butterbur

Materiał źródłowy: